# كورادو فارينا
كورادو فارينا (بالإيطالية: Corrado Farina)‏ هو كاتب وكاتب سيناريو ومخرج إيطالي، ولد في 18 مارس 1939 في تورينو في إيطاليا، وتوفي في 11 يوليو 2016 في روما في إيطاليا بسبب نوبة قلبية.

## وصلات خارجية
- الموقع الرسمي
- كورادو فارينا على موقع IMDb (الإنجليزية)
- كورادو فارينا على موقع روتن توميتوز (الإنجليزية)
- كورادو فارينا على موقع ألو سيني (الفرنسية)
- كورادو فارينا على موقع أول موفي (الإنجليزية)
- كورادو فارينا على موقع قاعدة بيانات الفيلم (الإنجليزية)
- كورادو فارينا على موقع كينوبويسك (الروسية)